# Haverly Peak
Haverly Peak är en bergstopp i Antarktis. Den ligger i Västantarktis. Argentina, Chile och Storbritannien gör anspråk på området. Toppen på Haverly Peak är 960 meter över havet.
Terrängen runt Haverly Peak är huvudsakligen kuperad, men åt nordost är den platt. Havet är nära Haverly Peak åt nordost. Trakten är obefolkad. Det finns inga samhällen i närheten.